# Köse (district)
Köse is een Turks district in de provincie Gümüşhane en telt 7.270 inwoners (2007). Het district heeft een oppervlakte van 470,9 km². Hoofdplaats is Köse.
De bevolkingsontwikkeling van het district is weergegeven in onderstaande tabel.
| 1997   | 2000   | 2007  |
| ------ | ------ | ----- |
| 11.769 | 19.428 | 7.270 |